# 横琴粤澳深度合作区
横琴粤澳深度合作区（葡萄牙語：Zona de Cooperação Aprofundada entre Guangdong e Macau em Hengqin），前身为2009年11月25日成立的珠海横琴新区，位于中国广东省珠海市香洲區南部，毗邻澳門及珠海市，是广东省与澳门特别行政区共同管理的特殊经济区，面积约106平方公里，總人口53,040人，實際管轄横琴島全境，2021年9月17日正式揭牌成立。2024年3月1日0时起封關運行。截至2024年9月，在橫琴生活居住的澳門居民達16539人；澳門企業總數達6461家。

## 实施范围
横琴粤澳深度合作区位於廣東省南部的橫琴島，大部分均是填海造地而成的土地。合作区实施范围为横琴岛“一线”和“二线”之间的海关监管区域，其中，横琴与澳门特别行政区之间设为“一线”；横琴与中华人民共和国关境内其他地区（以下简称内地）之间设为“二线”。
根据横琴全岛客观现实情况，对合作区进行分区分类施策管理。澳门大学横琴校区和横琴口岸澳门管辖区，由全国人大常委会授权澳门特别行政区政府管理，适用澳门有关制度和规定，与其他区域物理围网隔离；粤澳双方共商共建共管共享区域采用电子围网监管和目录清单方式，对符合条件的市场主体，实施特殊政策。

## 历史

### 横琴经济开发区时期
1992年3月12日，中共广东省委批准成立横琴经济开发区。1992年7月22日，珠海市横琴经济开发区管理委员会正式挂牌成立。2002年，广东省与澳门达成共识，确定把横琴岛作为珠海、澳门两地合作的重点，全面开发横琴岛的旅游经济，使该岛真正成为珠澳合作的桥头堡。

### 泛珠三角横琴经济合作区时期
2003年召开的粤澳合作联席会议上，两地提出了探索横琴岛开发的工作。2004年召开的粤澳合作联席会议上，两地探讨按照“共同开发、利益共享”方针，提出在珠海横琴岛设立“泛珠三角横琴经济合作区”，由泛珠三角9+2省区合作的整体框架下进行开发。2006年11月28日，由广东省发改委与珠海市政府联合提交的《横琴岛开发建设总体规划纲要》在省政府常务会议上获审议并原则通过，提出横琴岛科技研发、高新产业、会议商展和旅游休闲四大主导功能。

### 横琴新区时期

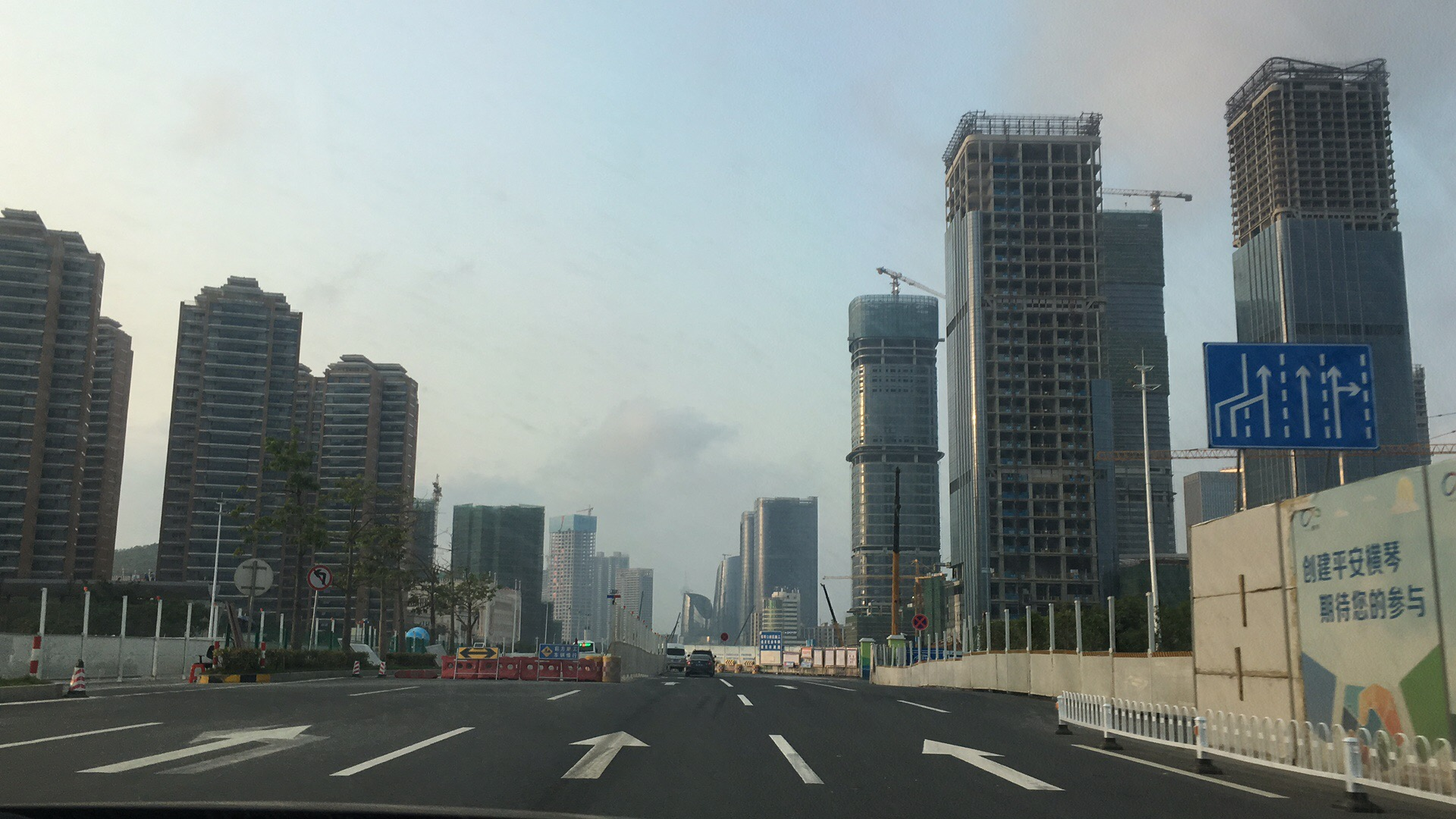
2019年建设中的横琴新区

2009年1月，时任中共中央政治局常委、国家副主席的习近平宣布中央政府已决定同意开发横琴岛。6月，国务院总理温家宝主持国务院常务会议讨论并原则通过《横琴总体发展规划》，将横琴岛纳入珠海经济特区范围，对口岸设置和通关制度实行分线管理。8月14日，国务院正式批准实施《横琴总体发展规划》，将横琴定位为“一国两制”下探索粤港澳合作新模式的示范区，深化改革开放和科技创新的先行区、促进珠江口西岸地区产业升级发展的新平台。12月16日，作为全国第三个国家级新区，珠海横琴新区正式挂牌成立。时任中共广东省委书记汪洋、广东省省长黄华华为珠海横琴新区党政机构揭牌，投资总额逾726亿元人民币的首期四大工程也宣布启动。
2011年3月6日，广东省人民政府和澳门特别行政区政府签署《粤澳合作框架协议》，协议中明确提出，珠海发挥横琴开发主体作用，探索体制机制创新，推动规划实施和政策落实。澳门特区政府研究采取多种措施，从资金、人才、产业等方面全面参与横琴开发。协议明确在横琴划定5平方公里的土地，与澳门共同建设粤澳合作产业园。8月，国务院正式批复同意在横琴新区实行比经济特区更加特殊的优惠政策。
2014年12月，横琴新区获国务院批准全开发用地纳入广东自贸区范围。4月23日，中国（广东）自由贸易试验区珠海横琴新区片区启动。
2019年4月，国务院原则同意《横琴国际休闲旅游岛建设方案》，是继海南岛和福建平潭岛之后，国内获批的第三个国际性旅游岛。

### 橫琴粵澳深度合作區時期

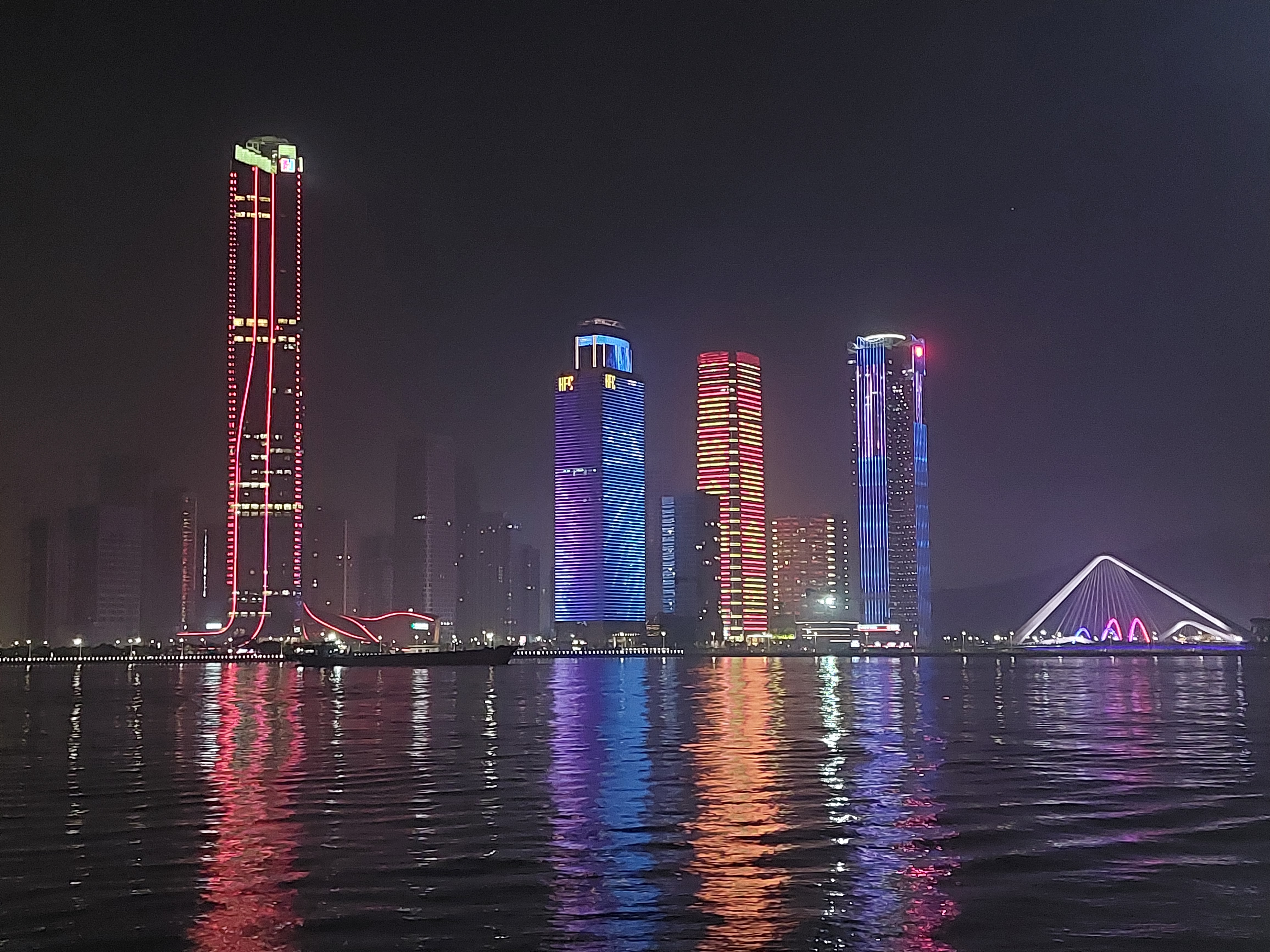
2023年橫琴粵澳深度合作區夜景

2019年12月20日，国家发展和改革委员会发布消息称，按照中央决策部署，发改委同有关方面积极支持在横琴设立粤澳深度合作区，构建粤澳双方共商共建共管的体制机制。
2021年9月5日，中共中央、国务院印发的《横琴粤澳深度合作区建设总体方案》正式公布。
2021年9月17日，橫琴粵澳深度合作區管理機構揭牌，並依法承接原珠海横琴新区管理委员会有关权利和义务。
2021年12月6日，橫琴粵澳深度合作區「二線」海關監督作業場所正式動工。橫琴“二線”海關監管作業場所總佔地面積245,427平方米，總建築面積28,796平方米，總投資約5.97億元人民幣，包含5個“二線”通道，共7個海關監管作業場所，分別位於橫琴大橋、橫琴隧道、深井通道、橫琴碼頭，以及廣珠城軌延長線橫琴北站、横琴站、珠海長隆站。
2021年9月10日，行政長官賀一誠就《橫琴粵澳深度合作區建設總體方案》表示，深合區將實施“一線放開，二線管住”的政策框架，總體方案中提出，粵澳雙方將探索構建深合區的收益共享機制。基於此，本地生產總值（GDP）的計算方式在深合區將有新的改革舉措。建議中央將註冊於澳門的投資公司在深合區的投資納入澳門GDP的統計範圍。
2022年9月1日起，外交部駐澳門特派員公署為符合條件的在澳外籍人士赴深合區提供更加便利的簽證政策。外籍永久居民可申請五年多次簽證，外籍非永久居民可申請與居民身份證有效期一致的多次簽證，專業外籍僱員可申請一年多次簽證，臨時來澳、擬赴深合區參加會展的外籍人士可申請三個月多次簽證。
2022年9月15日，深合區與珠海的“二線”通道海關監管作業場所主體工程落成儀式於橫琴大橋二線關舉行，“二線”橫琴大橋、橫琴隧道、深井通道、橫琴碼頭海關監管作業場所主體結構施工，正有序推動配套信息化工程建設。
2023年2月8日，广东省人大常委会發布《橫琴粵澳深度合作區發展促進條例》（以下簡稱「條例」）全文，該年3月1日起施行。
2023年9月11日，橫琴粵澳深度合作區政務服務中心正式啟用，可辦理20個部門998項政務服務事項。其中專設「澳門服務專窗」，逐步實現澳門居民在橫琴辦理各項澳門政務服務，涵蓋商事登記、社保、不動產、公證等事項。
2023年12月21日，国家发改委正式发布《横琴粤澳深度合作区总体发展规划》。规划范围为横琴岛“一线”和“二线”之间的海关监管区域，总面积约106平方公里。其中，横琴与澳门特别行政区之间设为“一线”；横琴与中华人民共和国关境内其他地区之间设为“二线”，规划期至2035年；规划提出了到2024年、2029年、2035年的发展目标。
2024年3月1日0時起，深合區正式封關運行。
2025年1月2日，廣東省人民政府橫琴粵澳深度合作區工作辦公室發出通知，使用「橫琴粵澳深度合作區」或「廣東省橫琴粵澳深度合作區」，不再使用「珠海市橫琴粵澳深度合作區」、「珠海市橫琴」、「珠海市香洲區橫琴鎮」、「珠海市橫琴新區」等其他名稱。

## 管理机构
在深合區成立之前，横琴新区的管理机构是横琴新区管理委员会，是广东省人民政府的派出机构并且委托珠海市人民政府管理，行政级别为副厅级。新区的主要领导为党委书记牛敬，党委副书记、管委会主任杨川等。
在深合區成立之後，横琴新区管理委员会更名為橫琴粵澳深度合作區管理委員會，下屬執行委員會和秘書處，其中秘書處與執行委員會合署辦公。執行委員會下設行政事務局、法律事務局、經濟發展局、金融發展局、商事服務局、財政局、統計局、城市規劃和建設局。並改為直接由广东省人民政府和澳門特別行政區政府共同管理。管理委員會方面，主任由廣東省人民政府省長和澳門特別行政區行政長官共同出任（現分別為王偉中及岑浩辉），澳門特別行政區政府行政法務司司長張永春擔任常務副主任。執行委員會主任方面，為澳門特別行政區政府行政法務司司長張永春兼任。

## 大型項目
- 粵澳合作中醫藥科技產業園
- 澳門新街坊
- 橫琴科學城
- 横琴国际商务中心
- 橫琴國際金融中心
- 横琴澳门青年创业谷
- 横琴粤澳深度合作区政务服务中心[29]
- 橫琴文化藝術中心[30]
- 琴澳創新產業園[31][32]
- 天沐琴台[33]

## 教育

### 高等院校
2025年4月中，澳門特別行政區第六屆政府公佈首份《施政報告》提出「四大」建設項目包括於深合區興建澳琴國際教育（大學）城，澳門特區政府將協調已獲教育部批准具有在內地招收本科生資質的本澳高校，以「一校兩區」的延伸辦學模式赴深合區籌設新校區。
澳門大學主校區落處在橫琴口岸澳門口岸區南側，於2013年11月5日啟用。受全國人民代表大會常務委員會授權，該校區依照澳門法律管轄，所有公用設施亦由澳門管轄。2024年1月，澳門大學已計劃籌備興建深合區校區，項目於2024年12月動工，預計2028年8月啟用。澳門旅遊大學另計劃於深合區內興建分校區，目前正在籌備和選址中。

### 非高等院校
橫琴粵澳深度合作區現有15所教育機構，其中公辦學校8所（幼兒園3所，小學3所，初中2所）、民辦學校5所（幼兒園1所，九年一貫制學校2所，高中2所）、澳人子弟學校1所、全日制民辦培訓機構1所。
- 中學：横琴粤澳深度合作区第一中学、橫琴華發容閎高級中學、橫琴華發容閎學校、横琴粤澳深度合作区首都師範大學子期實驗中學（興建中）[41]
- 小學：横琴粤澳深度合作区第一小学[42]、橫琴華發容閎學校、横琴粤澳深度合作区首都师范大学伯牙小学、横琴粤澳深度合作区首都师范大学子期实验小学、逸璟公館小學、金融島片區小學
- 幼兒園：横琴粤澳深度合作区中心幼儿园、横琴粤澳深度合作区首都師範大學子期實驗幼稚園、横琴粤澳深度合作区首都师范大学子期实验幼儿园（伯牙分园）[43][44]、國際居住區幼兒園[45][46]
- 珠海哈羅禮德學校：开设小学一年级至初一年级（G1-G7）课程（國際學校）
- 澳人子女學校：濠江中學附屬橫琴學校

## 醫療
- 廣州醫科大學附屬第一醫院橫琴醫院（原本的珠海市人民醫院橫琴醫院）：前身為橫琴新區社区卫生服务中心及珠海市人民医院横琴新区综合门诊部，於2013年9月26日起成立运行[47]。2019年12月5日，升級為珠海市人民醫院橫琴醫院，是深合區內首家三级甲等医院。醫院位於橫琴鎮內，总占地面积2.5万平方米[48]。醫院同時加強珠澳雙方合作，包括建立培訓基地，在珠澳兩地建立互聘機制、會診、轉診等方式，促進兩地專科能力提升和人才隊伍建設。至2022年5月，共有62名澳門醫生在院內跨境短期執業[49]。2024年1月1日起正式由廣州醫科大學附屬第一醫院橫琴醫院接手運營，同時珠海市人民醫院橫琴醫院於同日起開始暫停服務[50]。
- 廣州醫科大學附屬第一醫院橫琴醫院國家區域醫療中心：又名橫琴粵澳深合區中心醫院，北臨彩虹路、南臨橫琴大道，西臨伯牙南道，總佔地面積6萬平方米（折合約14.8英畝），總建築面積19萬平方米（折合約47英畝）。醫院內將設500張床位，爲一家集醫療、保健、科研、教學於一體的綜合性公立醫院，設有急診部、門診部、住院部、醫學實驗室、科研用房和急救中心，項目總投資為約27億人民幣，目前仍在興建中，預計2023年底開始營運[51]。
- 橫琴至和國際生命科學中心：由珠海至和健康產業控股有限公司建設，斥資45億元，項目由五大高水平專科醫院，以及康復養老園區、抗衰老中心、國際技術交流中心和科技研發中心等設施組成。該項目佔地面積132557.01平方米，總建築面積為515216.92平方米 [52]。

## 旅遊

### 度假
- 珠海長隆國際海洋度假區：長隆海洋王國
- 星乐度•露营小镇

### 大型商場
- 創新方：獅門娛樂天地、国家地理探险家中心
- 励骏庞都广场
- 橫琴中央匯

### 博物館
- 中国紫檀博物馆横琴分館
- 香洲埠

### 公園
- 橫琴花海长廊
- 芒洲湿地公园
- 石博园
- 天沐河
- 小横琴山
- 天沁园
- 橫琴赛艇公园
- 二井湾湿地公园

### 體育設施
- 橫琴体育公园
- 橫琴國際網球中心

## 大型活動
- 中國國際馬戲節
- 橫琴馬拉松
- 橫琴天沐河草地音樂節

## 交通

### 「一線」管轄範圍（出入境口岸）
- 橫琴口岸（跨境連接蓮花大橋往返澳門市區、澳門大學連接橫琴口岸通道橋往返澳門大學校區）

### 澳門管轄區內公共交通
- 橫琴澳方口岸交通樞紐、橫琴澳方口岸公共巴士總站（位於橫琴口岸澳門管轄區範圍內）
- 澳門大學總站（位於澳門管轄區範圍內）
- 橫琴站：澳門輕軌橫琴線起始站及終點站，位於橫琴口岸澳門口岸區地底。

### 「二線」管轄區連接道路
- 橫琴大橋
- 橫琴隧道
- 深井通道（金海高速，連接橫琴二橋及金海大橋）
- 橫琴芒洲隧道（興建中）
- 十字門隧道

### 鐵路
- 珠機城際鐵路：横琴站、珠海長隆站已增設「二線」海關監管作業場所，将与车站安检同时进行[53]；横琴北站和井湾站未设相关设施，于封关前夕暂停开放[54]。
- 广珠澳高速鐵路：是一條規劃中的高速鐵路，起於广州北站，途經白云机场、鱼珠、南沙以及中山，全長約190公里，設計速度為每小時350公里，一期終點站在珠海鶴洲站，二期鹤洲至横琴段正在可行性研究中，終點站設於横琴站，全長21.5公里，项目投资估算总额126.13亿元[55]。

### 海上客運
橫琴客運碼頭設有固定航班往返横琴与东澳岛，早期已開通環島遊及東澳航線，但這些航線並未成為碼頭的固定線路，長期處於時而開通、時而停運的狀態。直到2018年重新運作並增設定期航班往返東澳島，目前更增設往返深圳市蛇口郵輪中心的跨市海上客運航班。

### 跨境交通
往返澳門市區和橫琴粵澳深度合作區跨境交通方面現時設有橫琴 - 澳門跨境通勤專線，分別為“通琴號”及“橫琴號”跨境通勤專線。
往返香港跨境交通方面，中港通、環島旅運和永東巴士設有多條路線往返香港市區境內及珠海市香洲區以及深合區內包括創新方、中央匯和珠海長隆國際海洋度假區等。